# Red svete Ane
Red svete Ane (rusko Орден Святой Анны, Orden Svjatoj Anni) je kot holsteinski vojvodski viteški red ustanovil Karel Friderik, vojvoda Holstein-Gottorpa, 14. februarja 1735 v čast svoje žene Ane Petrovne, hčerke ruskega carja Petra Velikega. Red je kasneje prevzelo Rusko carstvo kot cesarski viteški red. 
Moto reda je bilo Amantibus Justitiam, Pietatem, Fidem - Tistemu, ki ljubi pravico, pobožnost in zvestobo. Praznik reda je 3. februar (po julijanskem koledarju 16. februar). 
Red svete Ane je bil prvotno dinastični viteški red. Med letoma 1797 in 1917 je imel dvojni status dinastičnega in cesarskega reda. Veliki mojster Reda je bil vedno poglavar ruske vladarske hiše.
Po oktobrski revoluciji  so Red še naprej podeljevali veliki vojvoda Kiril Vladimirovič, veliki vojvoda Vladimir Kirilovič in velika vojvodinja Marija Vladimirovna. Danes je ruski cesarski Red svete Ane, ki ga podeljuje velika vojvodinja, priznan kot zasebni viteški red in nadaljevanje predrevolucionarnega Reda. Odobren je za nošenje na  vojaških uniformah Ruske federacije, ne pa nekaterim članom družine Romanov.
Članstvo v Redu se je podeljevalo za ugledno kariero v državni službi ali za hrabro in ugledno služenje v vojski. Red Svete Ane je prejemnike prvega razreda upravičil do dednega plemstva, prejemnike nižjih azredov pa do osebnega plemstva. Za vojaške prejemnike so bila odlikovanja z meči. Zdaj je običajno podeljuje za zasluge za  rusko cesarsko hišo.
Prejemniki Reda svetega Andreja, vključno z velikimi vojvodi, ki so red prejeli ob krstu, in knezi cesarske krvi, ki so ga prejeli ob  svoji polnoletnosti,  so  hkrati prejeli tudi prvi razred Reda svete Ane. Sam cesar je bil dedni veliki mojster reda.

## Zgodovina
Red so sprva imenovali "Anin red" in je imel samo en razred.  V statutu reda, objavljenem leta 1735, je bila glavna insignija reda rdeč  emajlirani zlat križ s podobo svete Ane na sredini. Na zadnji strani je bil vgraviran napis "A.I.P.F." (za latinsko "Anna Imperatoris Petri Filia" - "Ana, hčerka cesarja Petra"). 
Leta 1742 je bil za dediča ruskega prestola razglašen Karl Peter Ulrik, sin vojvode Karla Friederika. Po prihodu v Rusijo je red podelil več dvorjanom. 15. aprila 1797 je njegov sin, ruski car Pavel I., ustanovil red kot del cesarskega ruskega sistema časti. Razdelil ga je v tri razrede in ga preimenoval v "Red svete Ane". Cesar Aleksander I. je leta 1815 redu dodal četrti razred.

## Insignije
- Red svete Ane prvega razreda
- Red svete Ane drugega  razreda (primerek z meči in krono, ki se je podeljeval za junaštvo v bitki)
- Red svete Ane tretjega razreda
- Red svete Ane četrtega razreda (insignija s cerarskim orlom se je lahko podeljeval nekristjanom, za katere križ ni bil primeren)
- Red prvega razreda

## Nošenje
- Red prvega razreda se je nosil  na desnem boku, obešen čez levo ramo na traku, širokem 10 cm; zvezda reda s premerom približno 95 milimetrov, se je nosila na desni strani prsi
- Red drugega razreda se je nosil na vratnem traku širine 45 milimetrov
- Red tretjega razreda se je nosil ne levi strani prsi, obešen na traku širine 28 milimetrov
- Red četrtega razreda se je nosil na ročaju sablje skupaj s srebrnim čopkom na traku reda

Trak reda je bil rdeč z ozkima rumenima črtama ob robovih.
Prejemnik višjih razredov reda naj ne bi nosil oznak nižjih razredov, razen če je prejel tudi red četrtega razreda, katerega oznake so bile na ročaju sablje ali kakšnega drugega orožja.

## Vir
- Alan W. Hazelton, The Russian Imperial Orders. New York: The American Numismatic Society, 1932 (Numismatic Notes and Monograms, No. 51).
- Guy Stair Sainty (ur.). World Orders of Knighthood and Merit. London: Burke's Peerage, 2006.